# Château de Saulxures-lès-Nancy
Le château de Saulxures-lès-Nancy est un château situé à Saulxures-lès-Nancy, dans le département de Meurthe-et-Moselle.

## Histoire
Le château a été construit dans les années 1730 par le Comte Claude-Marcel de Rutant, l'impératrice Eugénie y fut reçue en 1866 par la Comtesse Adeline de Rutant. 
En 1942, les Allemands occupent le château et devient un site de dépôt d'essence et de logements de soldats pompiers. Le 17 septembre 1944, les Américains s'y installent et ce jusqu'à la fin de la guerre.
Le domaine est un site classé par un arrêté du 28 janvier 1970. Le salon d'honneur, le petit salon et la chambre bleue au rez-de-chaussée avec leur décor de lambris sont classés au titre des monuments historiques par arrêté du 5 décembre 1979. Les façades et les toitures du corps de bâtiment principal et des communs, la terrasse sur parc avec son décor de vases et ses deux perrons sont inscrites au titre des monuments historiques par arrêté du 5 décembre 1979.

## Description
Il fut lourdement endommagé lors de la Seconde Guerre mondiale et par le tremblement de terre de 1992 qui détruit toute la partie centrale de son orangerie. Il ne reste que deux témoignages subsistants : une tour carrée sauvegardée, côté est et un colombier situé à l’ouest.